# 布部村 (新潟県)
布部村（ぬのべむら）は、かつて新潟県岩船郡にあった村。

## 沿革
- 1889年（明治22年）4月1日 - 町村制施行に伴い岩船郡布部村、千縄村、猿田村が合併し、布部村が発足。
- 1901年（明治34年）11月1日 - 岩船郡新屋村と合併し、三面村となり消滅。